# Arcidiecéze kolínská
Arcidiecéze kolínská (německy Erzbistum Köln, latinsky Archidioecesis Coloniensis) je římskokatolická metropolitní arcidiecéze v Německu.
Území arcidiecéze zaujímá celou západní část spolkové země Severní Porýní-Vestfálsko a sever Porýní-Falce.
Patří k nejstarším a počtem věřících (2,02 milionu k 31. prosinci 2015) k největším v německy mluvících zemích. Patrony arcidiecéze jsou Tři králové, svatí Gereon, Pantaleon, Severin, Voršila a Kvirin.
Hlavním chrámem je katedrála svatého Petra v Kolíně nad Rýnem. Od roku 2014 je arcibiskupem kolínský rodák kardinál Rainer Maria Woelki. Během jeho duchovního ústraní (12. října 2021 - 1. března 2022) je apoštolským administrátorem arcidiecéze
sede plena et ad nutum Sanctae Sedis světící biskup Rolf Steinhäuser.

## Historie
Kolínská diecéze je v písemných pramenech poprvé nepřímo zmiňována v letech 313 a 314, kdy se zdejší biskup Maternus účastnil synody v Římě.
První biskup s franským jménem byl svatý Everigisil († kolem roku 594). Franský král Karel Veliký roku 795 povýšil biskupa Hildebolda do hodnosti arcibiskupa odměnou za službu u královského dvora.
Od roku 1239 byli kolínští arcibiskupové zároveň zemskými kurfiřt.
V roce 1801 v důsledku napoleonských válek arcidiecéze dočasně zanikla, obnovena byla v roce 1821.